# I Don't Wanna Stop
"I Don't Wanna Stop" é uma canção do músico britânico Ozzy Osbourne.
A canção é a faixa n.02 do álbum Black Rain, de 2007.
Ela faz parte dos jogos eletrônicos Guitar Hero: On Tour e Madden NFL 08.
Esta foi a primeira canção do Ozzy a atingir o topo da Billboard Hot Mainstream Rock Tracks, fazendo do roqueiro o músico com a carreira mais longa até atingir o topo da Billboard Hot Mainstream Rock Tracks pela primeira vez (37 anos  e 4 meses). Além disso, ele também se tornou o músico mais velho a atingir o mesmo ranking (58 anos e 8 meses).

## Créditos
- Ozzy Osbourne - Vocal
- Zakk Wylde - Teclado, Guitarra
- Rob "Blasko" Nicholson - Baixo
- Mike Bordin - Bateria
- Kevin Churko - Mixer

## Desempenho nas Paradas Musicais
| Ano  | Canção             | Ranking                      | Posição | Ref.        |
| ---- | ------------------ | ---------------------------- | ------- | ----------- |
| 2007 | I Don't Wanna Stop | The Billboard Hot 100        | #61     | [ 3 ] [ 4 ] |
| 2007 | I Don't Wanna Stop | Pop 100                      | #54     | [ 3 ] [ 4 ] |
| 2007 | I Don't Wanna Stop | Hot Mainstream Rock Tracks   | #1      | [ 3 ] [ 4 ] |
| 2007 | I Don't Wanna Stop | Hot Digital Songs            | #52     | [ 3 ] [ 4 ] |
| 2007 | I Don't Wanna Stop | Hot Canadian Digital Singles | #29     | [ 3 ]       |

## Prêmios e Indicações
| Ano  | Single               | Categoria                  | resultado | Ref.  |
| ---- | -------------------- | -------------------------- | --------- | ----- |
| 2008 | "I Don't Wanna Stop" | Best Hard Rock Performance | Indicado  | [ 5 ] |